# Adalbert Blecha
Adalbert Blecha (tschechisch: Vojtěch Blecha, * 1. Oktober 1822 in Prag; † 13. Januar 1870 in Breslau) war ein aus Prag stammender Violinist und Musikpädagoge, der über 30 Jahre lang in Breslau wirkte und eine zentrale Figur im Musikleben dieser Stadt wurde.

## Leben und Werk
Adalbert Blecha wurde am 1. Oktober 1822 in Prag geboren. Er studierte von 1834 bis 1840 unter anderem bei Friedrich Wilhelm Pixis am Prager Konservatorium Violine.
Mit 12 Jahren verlor Adalbert Blecha seinen Vater. In der Folge unterstützten ihn die Grafen Clam-Gallas, konkret Christian Graf von Clam-Gallas (1771–1838) und später dessen Sohn Eduard Graf von Clam-Gallas (1805–1891), bei seiner musikalischen Ausbildung.
1842 wurde Adalbert Blecha erster Violinist und Solist am Theaterorchester in Breslau. Von 1852 bis zu seinem Tode 1870 führte Adalbert Blecha als Musikdirektor diese Theaterkapelle. 1843 wurde er Violinlehrer an Moritz Schön’s Violin-Schule in Breslau. Adalbert Blecha wirkte nahezu 30 Jahre in Breslau, wo er am 13. Januar 1870 starb.